# Khawater (電視節目)
Khawater（也可作Khawatir）（阿拉伯語：‎、‎或簡稱‎）（意思是：思考、想法）是沙特阿拉伯的艾哈邁德·舒楷利（أحمد الشقيري）主持的一個系列節目，現已達到第10季。該節目在MBC、Iqraa和Al-Resalah等頻道上播出。該節目以討論年輕人和伊斯蘭社會所關心的問題為主，並因其輕鬆的風格及科學、實用的道理，在阿拉伯世界尤其是沙特的年輕人中取得了很大成功。該節目著重於小學、初中和高中階段的問題，正如其在節目開始時所強調的那樣：“年輕一代給向他們演講的人施加了巨大的挑戰，因為他們擁有時代的特徵、閃耀的智慧，以及對整個世界成熟的認識。”。
由於其持續的成功及廣大觀眾接受其想法，舒楷利得以將Khawater變為齋月期間固定的節目，並借此提出了許多阿拉伯青年所關心的問題，如：“先知的博愛及其如何阻止他成為聖人的因素”，“利用時間並從中獲益”，“年輕人不喜歡閱讀的真正原因”，“從伊斯蘭角度看馬路上的禮儀”，“伊斯蘭民族團結的重要性”，等等。
一些評論人士將Khawater歸類為文化節目，而不是宗教或宣傳節目。因為該節目的話題不只局限於宗教或文化，還包括藝術。如在第三季中，舒楷利專門用一集說明“荷里活電影對青年的影響”，還有一段是舒楷利通過鏡頭前直接對話的形式展示的。節目還包括由來自不同國家的年輕歌手唱的歌，如艾哈邁德‧阿布‧哈特爾 （أحمد أبو خاطر）、穆罕默德‧瑪齊姆（محمد المازم）、阿卜杜‧薩拉姆‧哈桑尼 （عبد السلام الحسني）、米沙利‧拉希德‧阿發西（مشاري راشد العفاسي）等，演出誇張、說教直接。
教育部的人士希望能從提供積極模範的電視節目和紀錄片中受益，並改善學生的行為。而其關鍵在於社會教育的過程。

## 外部連結
- موقع إحسان （页面存档备份，存于） 艾哈邁德‧舒楷利的個人網站。
- 艾哈邁德‧舒楷利主頁 （页面存档备份，存于） 在Facebook。
- 艾哈邁德‧舒楷利主頁（页面存档备份，存于） 在Twitter。
- 艾哈邁德‧舒楷利專門頻道（页面存档备份，存于） Youtube上Khawater全集。
- 節目لو كان بيننا主頁的 （页面存档备份，存于） 在MBC。（首頁）